# Омбијале
Омбијале (фр. Ambialet) насеље је и општина у јужној Француској у региону Миди Пирене, у департману Тарн која припада префектури Алби.
По подацима из 2011. године у општини је живело 447 становника, а густина насељености је износила 14,88 становника/km². Општина се простире на површини од 30,04 km². Налази се на средњој надморској висини од 190 метара (максималној 502 m, а минималној 180 m).

## Демографија
| 1962. | 1968. | 1975. | 1982. | 1990. | 1999. | 2011. |
| ----- | ----- | ----- | ----- | ----- | ----- | ----- |
| 457   | 470   | 444   | 405   | 386   | 381   | 447   |

График промене броја становника у току последњих година